# Perfluor-3,5-dioxahexansäure
Die Perfluor-3,5-dioxahexansäure (PFO2HxA) ist eine chemische Verbindung, die zu den Perfluoralkylethercarbonsäuren (PFECA) und damit zu den per- und polyfluorierten Alkylverbindungen (PFAS) gehört.
Die Verbindung wird bei der Emulsionspolymerisation zur Herstellung von Fluorpolymerharzen als inerter Prozesshilfsstoff eingesetzt.
Bei Anwohnern im Umkreis eines Fluorpolymerherstellungsstandorts wurden in 70 % der Blutproben PFO2HxA gefunden. Im Gegensatz zur Perfluoroctansäure (PFOA) ist PFO2HxA nicht lebertoxisch.